# Euxina
Euxina, voorheen Nova Bernège is een gemeentelijk monument in het prins Hendrikpark van Baarn in de provincie Utrecht.
De villa aan de Prins Bernhardlaan is tussen 1885-1890 gebouwd en kreeg toen de naam villa Euxina ('villa gastvrijheid').
Het pand heeft bepleisterde banden en hoekblokken. De stijl is neorenaissance in combinatie met chaletstijl. Het huis is verbouwd en uitgebreid in 1911 en 1919, onder andere de serre, bijkeuken en dakkapel. Ook eind 20e eeuw is de villa verbouwd en gerestaureerd. De villa vertoont gelijkenis met villa Sparrenwoude aan de Prins Bernhardlaan 7.
Achter het huis is een gerestaureerd koetshuis.

## Bewoners
De grond werd aangekocht door weduwe Sophie Adele Baudet, de moeder van Henri Philippe Baudet (1855-1912), die als zenuwarts en geneesheer-directeur het Badhotel leidde. Villa Euxina werd in 1898 als zomerverblijf verkocht aan Jonkvrouwe Cornelia Henriette Backer, dochter uit een rijk Amsterdams regentengeslacht, die zelf aan de Keizersgracht 567 in Amsterdam woonde. 
Na Backer kwam het huis in handen van de weduwe Maria Rebel-Jarman en in 1927 werd het huis verkocht aan de familie Hubers. Vanaf 1943 bezetten de Duitsers het huis. Na de oorlog was het huis tussen 1948 en 1958 een meisjesinternaat onder leiding van mejuffrouw Van der Schalk. Omdat de onderwijsmethodiek van deze juffrouw was gebaseerd op de theorieën van de Franse Paulien Bernège, kreeg villa Euxina de nieuwe naam Huize Bernège (of Nova Bernège). Recent is de oorspronkelijke naam Villa Euxina weer in ere hersteld.